# Museo Griselda Álvarez

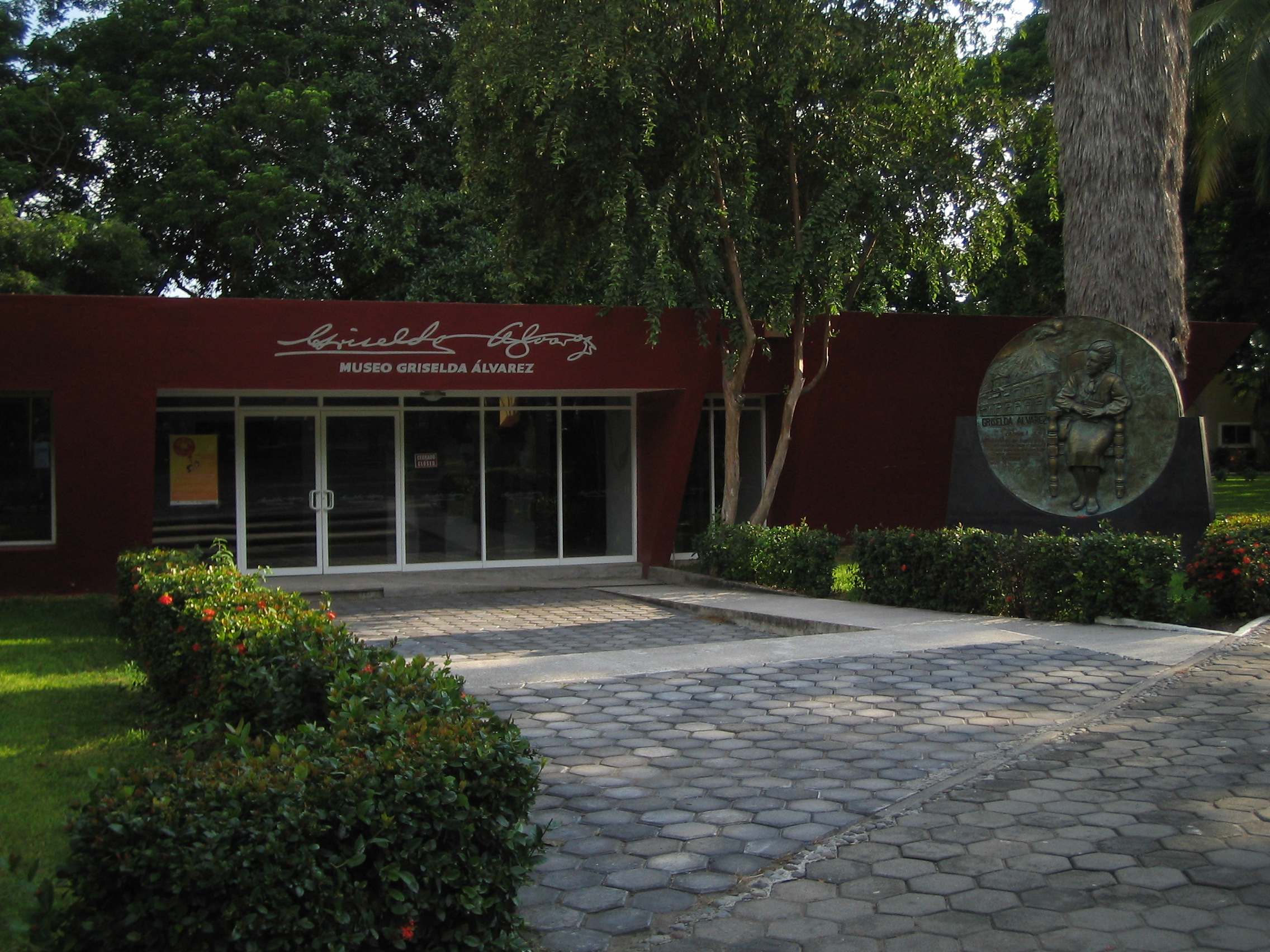
Museo Griselda Álvarez.

El Museo Griselda Álvarez es un museo ubicado en el Parque Regional Metropolitano de la ciudad de Colima. Fue inaugurado en el 10 de enero de 2009 por el gobernador Silverio Cavazos, develando el medallón-escultura elaborado por Rafael Zamarripa a la entrada del museo. En él se exponen objetos que permiten conocer parte de la vida personal, creativa y pública de la primera gobernadora de México.